# Kameruni labdarúgó-válogatott
A kameruni labdarúgó-válogatott, vagy becenevükön a Szelídíthetetlen oroszlánok, Kamerun nemzeti csapata, melyet a kameruni labdarúgó-szövetség (franciául: Fédération Camerounaise de Football; angolul: Cameroonian Football Federation ) irányít. Négy alkalommal hódították el az afrikai nemzetek kupáját, illetve 1990-ben első afrikai nemzetként jutottak a negyeddöntőig a labdarúgó-világbajnokságon, ahol csak hosszabbításban szenvedtek vereséget Anglia ellenében.
Kamerun fiatal labdarúgói olimpiai aranyérmet szereztek a 2000-es nyári ötkarikás játékokon.

## Története

### Korai évek (1960–1990)
Kamerun első hivatalos mérkőzésére 1960-ban került sor Szomália ellen, amit 9-2 arányban megnyertek. A világbajnokságok történetében először 1982-ben képviseltették magukat, amikor 16 csapatról 24-re emelték a világbajnoki résztvevők létszámát. Egy csoportba kerültek a sorsolás után a későbbi győztes olasz válogatottal, Lengyelországgal és Peruval. A nyitómérkőzésükön meglepetésre 1–1-es döntetlent játszottak Olaszországgal. Ezt követte két 0–0-ás döntetlen, ami azt jelentette, hogy Kamerun 3 ponttal veretlenül végzett a csoportban, ami viszont nem volt elég a továbbjutáshoz. A következő 1986-os mexikói labdarúgó-világbajnokságra nem sikerült kijutniuk, mivel már a selejtezők első körében kiestek. 

### 1990-es évek
Az 1990-es labdarúgó-világbajnokságra kissé meglepetésre Nigéria és Tunézia legyőzése által szereztek jogot a selejtezők rájátszásában. A tornán a B jelű kvartettbe kaptak besorolást Argentína, Románia és a Szovjetunió társaságában. A korábban már megtapasztalt kameruni csoda ekkor sem maradt el, ugyanis ezúttal a címvédő Argentínát sikerült legyőzni 1–0-ra a világbajnokság nyitómérkőzésén. A következő csoportmérkőzésen sikerült Romániát is 2–1-re megverni, így két mérkőzés után 4 ponttal álltak. Az utolsó mérkőzésen sima 4–0-ás vereséget szenvedtek a Szovjetuniótól, de ennek ellenére továbbjutottak a nyolcaddöntőbe. A legjobb tizenhat között Kolumbia volt az ellenfél, ahol Roger Milla hosszabbításban szerzett két góljával győztek. A negyeddöntőben Angliával találkoztak. A 25. percben David Platt révén az angolok megszerezték a vezetést. A második félidőben Kunde 11-esével és Ekéké góljával 4 perc alatt fordítottak az afrikaiak. Az előny egészen a 83. percig tartott, amikor is Gary Lineker egyenlíteni tudott még a rendes játékidőben, a hosszabbítás 105. percében pedig a győztes találatot is sikerült megszereznie büntetőből. Kamerun kiesett, de aligha bánkódtak, mivel a válogatott nagyszerű teljesítményt okozva a világbajnokságon első afrikai csapatként eljutott a legjobb nyolc közé.
Az 1994-es labdarúgó-világbajnokságon már 3 csapat képviselhette Afrikát. Kamerun mellett Nigéria és Marokkó vett részt a tornán. Csak úgy, mint 4 éve ismét a B csoportba kaptak besorolást Brazília, Oroszország és Svédország társaságában. A svédek elleni 2–2-es döntetlen után két vereség következett: Brazíliától 3–0-ra, míg az oroszok ellen 6–1-re kaptak ki. Az 1998-as világbajnokságon felemelték a mezőny létszámát 24-ről 32-re, ami által már 5 nemzet szerepelhetett az afrikai kontinensről. Ismét a már jól megszokott B jelű négyes tagja lett Kamerun. A világbajnoki szereplést Ausztria ellen kezdték, a találkozó 1–1-es döntetlennel zárult. Olaszországtól sima 3–0-s vereség, míg az utolsó mindent eldöntő meccsen csak 1–1-re voltak képesek a Chile ellen, ami után kiestek.

### 2000-es évek
A 2002-es koreai-japán közös rendezésű világbajnokságra első helyen végezve a csoportban jutottak ki Angolát, Zambiát és Togót megelőzve. A világbajnokság előtt a Puma sportszergyártó cég egy olyan mezt fejlesztett ki a válogatott számára, aminek nem volt ujja. Ezt viselték a 2002-es Afrikai Nemzetek Kupáján. A Nemzetközi Labdarúgó-szövetség azonban nem engedélyezte a mez világbajnokságon történő viselését ebben az állapotában, ezért fekete ujjakat kellett felvarrniuk a mezekre. Ezúttal az E csoportba sorsolták őket. Első csoportmérkőzésükön Írország ellen 1–1-es döntetlent játszottak. Szaúd-Arábiát sikerült 1–0-ra megverniük, míg az utolsó mérkőzésen Németországtól 2–0-ra kikaptak és nem jutottak tovább.
A 2006-os VB-re Kamerun Elefántcsontparttal, Egyiptommal, Líbiával, Szudánnal és Beninnel selejtezett a 3-as csoportban. Vezették a selejtező csoportot egészen az utolsó mérkőzésig 2005. október 8-ig. Ezen a napon Egyiptommal 1–1-es döntetlent játszottak, míg a csoport másik meccsén Elefántcsontpart 3–1-re legyőzte Szudánt így ők utazhattak a világbajnokságra.

### 2010-es évek
A 2010-es világbajnokság selejtezőiben Gabonnal, Togóval és Marokkóval kerültek egy csoportba. A Togo elleni vereséget követően a szövetségi kapitány Otto Pfistert leváltották és Paul Le Guen lett kinevezve a helyére, aki Marokkó ellen egy 0−0-ás döntetlennel mutatkozott be a válogatott kispadján. Gabont 2–0-ra verték Librevilleben, majd négy nappal később Yaoundéban is győztek 2–1-re. Togót hazai pályán 3–0-ra verték Geremi Njitap, Jean Makoun és Achille Emana góljaival. Marokkóban az utolsó selejtezőn 2–0-ás győzelmet arattak Pierre Webó és Samuel Eto’o góljaival és kijutottak a dél-afrikai világbajnokságra. A tornát Japán ellen kezdték és 1–0-ra kikaptak. Dániától és Hollandiától egyaránt 2–1 arányban szenvedtek vereséget. A kameruniak mindkét gólját Eto’o szerezte.

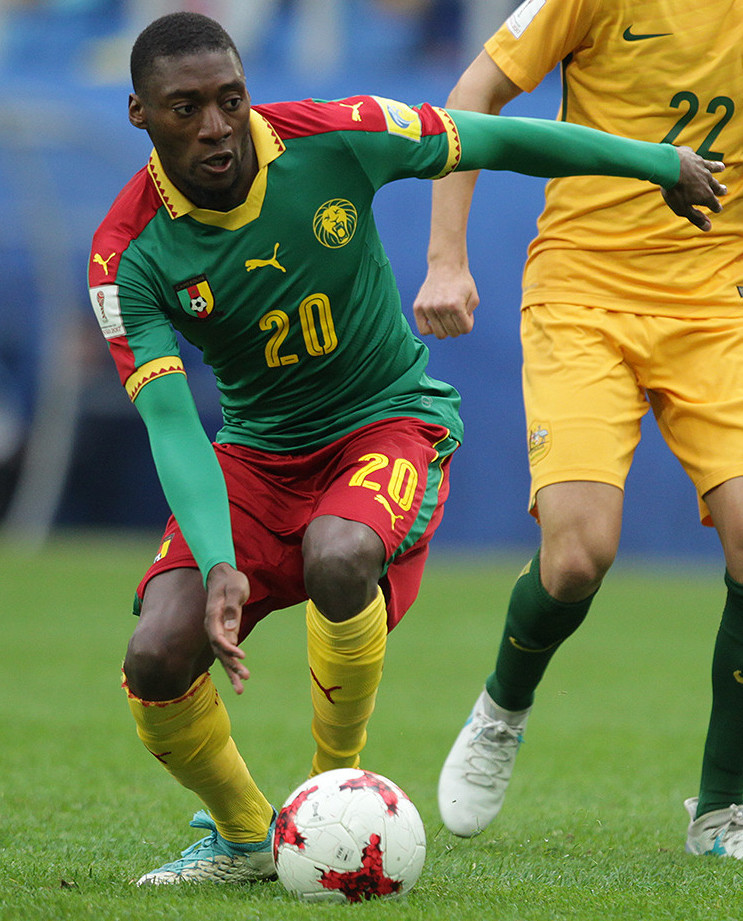
Karl Toko Ekambi a 2017-es konföderációs kupán

Nagy meglepetésre a 2012-es és a 2013-as afrikai nemzetek kupájára nem sikerült kijutniuk. A 2014-es labdarúgó-világbajnokságon Mexikótól 1–0-ra, a házigazda Brazíliától 4–0-ra, Horvátországtól pedig 4–1-re kaptak ki és nem jutottak tovább a csoportból. A kameruniak egyetlen találatát Joël Matip szerezte. A 2017-es afrikai nemzetek kupáján 1–1-es döntetlennel kezdtek Burkina Faso ellen. Bissau-Guineát 2–1-re legyőzték, majd Gabonnal játszottak egy 0–0-ás döntetlent. A negyeddöntőben Szenegállal találkoztak és büntetőkkel sikerült továbbjutniuk 5–4 arányban. Az elődöntőben Ghánát verték 2–0-ra és bejutottak a döntőbe, ahol legyőzték Egyiptomot 2–1-re és megnyerték a tornát. Ez volt a kameruni válogatott történetének hatodik Afrika-kupa győzelme.
A 2017-es konföderációs-kupán 2–0-ra kikaptak Chilétől az első mérkőzésen, majd azt követően Ausztráliával játszottak 1–1-es döntetlent. Németország ellen 3–1-es vereséggel zárták a tornát. A 2019-es afrikai nemzetek kupáján Bissau-Guineát legyőzték 2–0-ra, Ghánával és Beninnel pedig 0–0-ás döntetlent játszottak a csoportkörben. A Nigéria elleni nyolcaddöntőt elveszítették 3–2-re.
A 2018-as világbajnokság CAF-selejtezőinek a második körében Niger ellen összesítésben 3–0-val jutottak tovább a harmadik fordulóba. Algéria ellen 1–1-es döntetlent értek el idegenben, majd hazai pályán Zambiával szemben játszottak 1–1-et. Nigériában 4–0-ás vereséget szenvedtek, a hazai találkozón 1–1-es eredmény született. Algériát legyőzték 2–0-ra és a Zambia elleni idegenben 2–2-es döntetlennel zárták a selejtezőket. A harmadik helyen végeztek a csoportban és nem jutottak ki a világbajnokságra.

### 2020-as évek

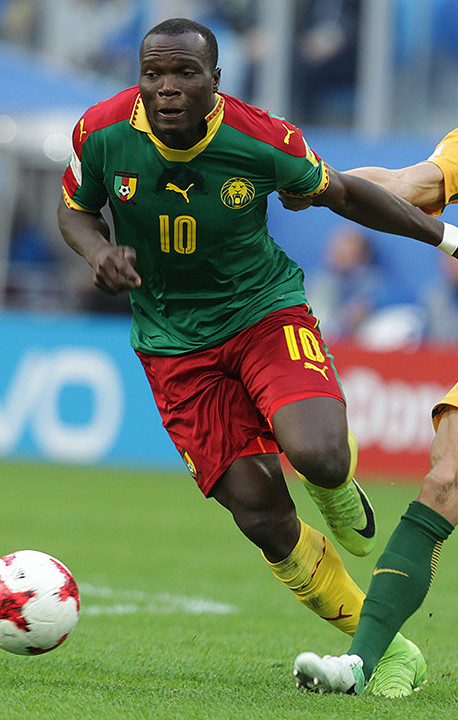
Vincent Aboubakar

A 2021-es afrikai nemzetek kupáján a csoportkörben Burkina Fasó-t 2–1-re, Etiópiát 4–1-re győzték le, a Zöld-foki Köztársaság ellen 1–1-es döntetlent értek el. A nyolcaddöntőben 2–1-re verték a Comore-szigeteket, a negyeddöntőben Gambiát győzték le 2–0-ra. A legjobb négy között Egyiptommal találkoztak és a 0–0-ás rendes játékidőt, illetve hosszabbítást követően 3–1 arányban alulmaradtak. Burkina Faso ellen sikerült végül megszerezniük a bronzérmet, szintén büntetőrúgásokat követően.
A 2022-es világbajnokságon a G csoportban szerepeltek Brazília, Svájc és Szerbia társaságában. Svájc ellen 1–0-ás vereséggel kezdték a tornát. Szerbia ellen Jean-Charles Castelletto góljával megszerezték a vezetést, de a szerbeknek sikerült fordítaniuk és 3–1-re is vezettek, azonban Vincent Aboubakar és Eric Maxim Choupo-Moting góljával egyenlítettek és végül 3–3-as döntetlennel zárult a párharc. A harmadik csoportmérkőzésen 1–0-ra legyőzték Brazíliát Vincent Aboubakar találatával, aki a mezlevételért megkapta második sárga lapját és a kiállítás sorsára jutott. Kamerun a csoport harmadik helyén zárta a világbajnokságot és nem jutott tovább az egyenes kieséses szakaszba.

## Nemzetközi eredmények
Afrikai nemzetek kupája
- Aranyérmes: 5 alkalommal (1984, 1988, 2000, 2002, 2017)
- Ezüstérmes: 2 alkalommal (1986, 2008)
- Bronzérmes: 2 alkalommal (1972, 2022)

Konföderációs kupa
- Ezüstérmes: 1 alkalommal (2003)

Afro-ázsiai nemzetek kupája
- Aranyérmes: 1 alkalommal (1985)

CEMAC-kupa
- Aranyérmes: 2 alkalommal (2003, 2005) - mindkétszer Kamerun "B" válogatottja szerepelt.
- Ezüstérmes: 1 alkalommal (2006) - Kamerun "B" válogatottja szerepelt.

Közép-afrikai játékok
- Aranyérmes: 2 alkalommal (1976, 1987)

Olimpiai játékok
- Aranyérmes: 1 alkalommal (2000)

CEMAC-kupa
- Aranyérmes: 4 alkalommal (1984, 1986, 1987, 1989)
- Ezüstérmes: 2 alkalommal (1988, 1990)
- Bronzérmes: 1 alkalommal (1985)

| Év       | Eredmény      | Hely          | M             | Gy            | D             | V             | Rg            | Kg            |
| -------- | ------------- | ------------- | ------------- | ------------- | ------------- | ------------- | ------------- | ------------- |
| 1930     | Nem indult    | Nem indult    | Nem indult    | Nem indult    | Nem indult    | Nem indult    | Nem indult    | Nem indult    |
| 1934     | Nem indult    | Nem indult    | Nem indult    | Nem indult    | Nem indult    | Nem indult    | Nem indult    | Nem indult    |
| 1938     | Nem indult    | Nem indult    | Nem indult    | Nem indult    | Nem indult    | Nem indult    | Nem indult    | Nem indult    |
| 1950     | Nem indult    | Nem indult    | Nem indult    | Nem indult    | Nem indult    | Nem indult    | Nem indult    | Nem indult    |
| 1954     | Nem indult    | Nem indult    | Nem indult    | Nem indult    | Nem indult    | Nem indult    | Nem indult    | Nem indult    |
| 1958     | Nem indult    | Nem indult    | Nem indult    | Nem indult    | Nem indult    | Nem indult    | Nem indult    | Nem indult    |
| 1962     | Nem indult    | Nem indult    | Nem indult    | Nem indult    | Nem indult    | Nem indult    | Nem indult    | Nem indult    |
| 1966     | Visszalépett  | Visszalépett  | Visszalépett  | Visszalépett  | Visszalépett  | Visszalépett  | Visszalépett  | Visszalépett  |
| 1970     | Nem jutott be | Nem jutott be | Nem jutott be | Nem jutott be | Nem jutott be | Nem jutott be | Nem jutott be | Nem jutott be |
| 1974     | Nem jutott be | Nem jutott be | Nem jutott be | Nem jutott be | Nem jutott be | Nem jutott be | Nem jutott be | Nem jutott be |
| 1978     | Nem jutott be | Nem jutott be | Nem jutott be | Nem jutott be | Nem jutott be | Nem jutott be | Nem jutott be | Nem jutott be |
| 1982     | Csoportkör    | 17.           | 3             | 0             | 3             | 0             | 1             | 1             |
| 1986     | Nem jutott be | Nem jutott be | Nem jutott be | Nem jutott be | Nem jutott be | Nem jutott be | Nem jutott be | Nem jutott be |
| 1990     | Negyeddöntő   | 7.            | 5             | 3             | 0             | 2             | 7             | 9             |
| 1994     | Csoportkör    | 22.           | 3             | 0             | 1             | 2             | 3             | 11            |
| 1998     | Csoportkör    | 25.           | 3             | 0             | 2             | 1             | 2             | 5             |
| 2002     | Csoportkör    | 20.           | 3             | 1             | 1             | 1             | 2             | 3             |
| 2006     | Nem jutott be | Nem jutott be | Nem jutott be | Nem jutott be | Nem jutott be | Nem jutott be | Nem jutott be | Nem jutott be |
| 2010     | Csoportkör    | 31.           | 3             | 0             | 0             | 3             | 2             | 5             |
| 2014     | Csoportkör    | 32.           | 3             | 0             | 0             | 3             | 1             | 9             |
| 2018     | Nem jutott be | Nem jutott be | Nem jutott be | Nem jutott be | Nem jutott be | Nem jutott be | Nem jutott be | Nem jutott be |
| 2022     | Bejutott      | Bejutott      | Bejutott      | Bejutott      | Bejutott      | Bejutott      | Bejutott      | Bejutott      |
| Összesen | 8/22          | Negyeddöntő   | 23            | 4             | 7             | 12            | 18            | 43            |

| Év       | Eredmény      | Helyezés      | M             | Gy            | D*            | V             | RG            | KG            |               |
| -------- | ------------- | ------------- | ------------- | ------------- | ------------- | ------------- | ------------- | ------------- | ------------- |
| 1992     | Nem jutott be | Nem jutott be | Nem jutott be | Nem jutott be | Nem jutott be | Nem jutott be | Nem jutott be | Nem jutott be | Nem jutott be |
| 1995     | Nem jutott be | Nem jutott be | Nem jutott be | Nem jutott be | Nem jutott be | Nem jutott be | Nem jutott be | Nem jutott be | Nem jutott be |
| 1997     | Nem jutott be | Nem jutott be | Nem jutott be | Nem jutott be | Nem jutott be | Nem jutott be | Nem jutott be | Nem jutott be | Nem jutott be |
| 1999     | Nem jutott be | Nem jutott be | Nem jutott be | Nem jutott be | Nem jutott be | Nem jutott be | Nem jutott be | Nem jutott be | Nem jutott be |
| 2001     | Csoportkör    | 6.            | 3             | 1             | 0             | 2             | 2             | 4             |               |
| 2003     | Ezüstérmes    | 2.            | 5             | 3             | 1             | 1             | 3             | 1             |               |
| 2005     | Nem jutott be | Nem jutott be | Nem jutott be | Nem jutott be | Nem jutott be | Nem jutott be | Nem jutott be | Nem jutott be | Nem jutott be |
| 2009     | Nem jutott be | Nem jutott be | Nem jutott be | Nem jutott be | Nem jutott be | Nem jutott be | Nem jutott be | Nem jutott be | Nem jutott be |
| 2013     | Nem jutott be | Nem jutott be | Nem jutott be | Nem jutott be | Nem jutott be | Nem jutott be | Nem jutott be | Nem jutott be | Nem jutott be |
| 2017     | Csoportkör    | 7.            | 3             | 0             | 1             | 2             | 2             | 6             |               |
| Összesen | Ezüstérmes    | 3/10          | 11            | 4             | 2             | 5             | 7             | 11            |               |

| Év           | Eredmény                                   | Helyezés                                   | M                                          | Gy                                         | D*                                         | V                                          | RG                                         | KG                                         |
| ------------ | ------------------------------------------ | ------------------------------------------ | ------------------------------------------ | ------------------------------------------ | ------------------------------------------ | ------------------------------------------ | ------------------------------------------ | ------------------------------------------ |
| 1900 to 1960 | Nem indult                                 | Nem indult                                 | Nem indult                                 | Nem indult                                 | Nem indult                                 | Nem indult                                 | Nem indult                                 | Nem indult                                 |
| 1964 to 1972 | Nem jutott be                              | Nem jutott be                              | Nem jutott be                              | Nem jutott be                              | Nem jutott be                              | Nem jutott be                              | Nem jutott be                              | Nem jutott be                              |
| 1976         | Did not enter                              | Did not enter                              | Did not enter                              | Did not enter                              | Did not enter                              | Did not enter                              | Did not enter                              | Did not enter                              |
| 1980         | Nem jutott be                              | Nem jutott be                              | Nem jutott be                              | Nem jutott be                              | Nem jutott be                              | Nem jutott be                              | Nem jutott be                              | Nem jutott be                              |
| 1984         | Csoportkör                                 | 11.                                        | 3                                          | 1                                          | 0                                          | 2                                          | 3                                          | 5                                          |
| 1988         | Nem jutott be                              | Nem jutott be                              | Nem jutott be                              | Nem jutott be                              | Nem jutott be                              | Nem jutott be                              | Nem jutott be                              | Nem jutott be                              |
| 1992–        | Lásd: Kameruni U23-as labdarúgó-válogatott | Lásd: Kameruni U23-as labdarúgó-válogatott | Lásd: Kameruni U23-as labdarúgó-válogatott | Lásd: Kameruni U23-as labdarúgó-válogatott | Lásd: Kameruni U23-as labdarúgó-válogatott | Lásd: Kameruni U23-as labdarúgó-válogatott | Lásd: Kameruni U23-as labdarúgó-válogatott | Lásd: Kameruni U23-as labdarúgó-válogatott |
| Összesen     | Csoportkör                                 | 1/19                                       | 3                                          | 1                                          | 0                                          | 2                                          | 3                                          | 5                                          |

### Afrikai nemzetek kupája-szereplés
| Év       | Eredmény                 | Helyezés                 | M                        | Gy                       | D*                       | V                        | RG                       | KG                       |
| -------- | ------------------------ | ------------------------ | ------------------------ | ------------------------ | ------------------------ | ------------------------ | ------------------------ | ------------------------ |
| 1957     | Franciaország része volt | Franciaország része volt | Franciaország része volt | Franciaország része volt | Franciaország része volt | Franciaország része volt | Franciaország része volt | Franciaország része volt |
| 1959     | Franciaország része volt | Franciaország része volt | Franciaország része volt | Franciaország része volt | Franciaország része volt | Franciaország része volt | Franciaország része volt | Franciaország része volt |
| 1962     | Nem tagja a CAF-nak      | Nem tagja a CAF-nak      | Nem tagja a CAF-nak      | Nem tagja a CAF-nak      | Nem tagja a CAF-nak      | Nem tagja a CAF-nak      | Nem tagja a CAF-nak      | Nem tagja a CAF-nak      |
| 1963     | Nem tagja a CAF-nak      | Nem tagja a CAF-nak      | Nem tagja a CAF-nak      | Nem tagja a CAF-nak      | Nem tagja a CAF-nak      | Nem tagja a CAF-nak      | Nem tagja a CAF-nak      | Nem tagja a CAF-nak      |
| 1965     | Nem indult               | Nem indult               | Nem indult               | Nem indult               | Nem indult               | Nem indult               | Nem indult               | Nem indult               |
| 1968     | Nem jutott be            | Nem jutott be            | Nem jutott be            | Nem jutott be            | Nem jutott be            | Nem jutott be            | Nem jutott be            | Nem jutott be            |
| 1970     | Csoportkör               | 5.                       | 3                        | 2                        | 0                        | 1                        | 7                        | 5                        |
| 1972     | Bronzérmes               | 3.                       | 5                        | 3                        | 1                        | 1                        | 10                       | 5                        |
| 1974     | Nem jutott be            | Nem jutott be            | Nem jutott be            | Nem jutott be            | Nem jutott be            | Nem jutott be            | Nem jutott be            | Nem jutott be            |
| 1976     | Nem jutott be            | Nem jutott be            | Nem jutott be            | Nem jutott be            | Nem jutott be            | Nem jutott be            | Nem jutott be            | Nem jutott be            |
| 1978     | Nem jutott be            | Nem jutott be            | Nem jutott be            | Nem jutott be            | Nem jutott be            | Nem jutott be            | Nem jutott be            | Nem jutott be            |
| 1980     | Nem jutott be            | Nem jutott be            | Nem jutott be            | Nem jutott be            | Nem jutott be            | Nem jutott be            | Nem jutott be            | Nem jutott be            |
| 1982     | Csoportkör               | 5.                       | 3                        | 0                        | 3                        | 0                        | 1                        | 1                        |
| 1984     | Győztes                  | 1.                       | 5                        | 3                        | 1                        | 1                        | 9                        | 3                        |
| 1986     | Ezüstérmes               | 2.                       | 5                        | 3                        | 2                        | 0                        | 8                        | 5                        |
| 1988     | Győztes                  | 1.                       | 5                        | 3                        | 2                        | 0                        | 4                        | 1                        |
| 1990     | Csoportkör               | 5.                       | 3                        | 1                        | 0                        | 2                        | 2                        | 3                        |
| 1992     | Elődöntő                 | 4.                       | 5                        | 2                        | 2                        | 1                        | 4                        | 3                        |
| 1994     | Nem jutott be            | Nem jutott be            | Nem jutott be            | Nem jutott be            | Nem jutott be            | Nem jutott be            | Nem jutott be            | Nem jutott be            |
| 1996     | Csoportkör               | 9.                       | 3                        | 1                        | 1                        | 1                        | 5                        | 7                        |
| 1998     | Negyeddöntő              | 8.                       | 4                        | 2                        | 1                        | 1                        | 5                        | 4                        |
| 2000     | Győztes                  | 1.                       | 6                        | 3                        | 2                        | 1                        | 11                       | 5                        |
| 2002     | Győztes                  | 1.                       | 6                        | 5                        | 1                        | 0                        | 9                        | 0                        |
| 2004     | Negyeddöntő              | 6.                       | 4                        | 1                        | 2                        | 1                        | 7                        | 6                        |
| 2006     | Negyeddöntő              | 5th                      | 4                        | 3                        | 1                        | 0                        | 8                        | 2                        |
| 2008     | Ezüstérmes               | 2.                       | 6                        | 4                        | 0                        | 2                        | 14                       | 8                        |
| 2010     | Negyeddöntő              | 7.                       | 4                        | 1                        | 1                        | 2                        | 6                        | 8                        |
| 2012     | Nem jutott be            | Nem jutott be            | Nem jutott be            | Nem jutott be            | Nem jutott be            | Nem jutott be            | Nem jutott be            | Nem jutott be            |
| 2013     | Nem jutott be            | Nem jutott be            | Nem jutott be            | Nem jutott be            | Nem jutott be            | Nem jutott be            | Nem jutott be            | Nem jutott be            |
| 2015     | Csoportkör               | 13.                      | 3                        | 0                        | 2                        | 1                        | 2                        | 3                        |
| 2017     | Győztes                  | 1.                       | 6                        | 3                        | 3                        | 0                        | 7                        | 3                        |
| 2019     | Nyolcaddöntő             | 13.                      | 4                        | 1                        | 2                        | 1                        | 4                        | 3                        |
| 2021     | Bronzérmes               | 3.                       | 7                        | 4                        | 3                        | 0                        | 14                       | 7                        |
| 2023     | Folyamatban              | Folyamatban              | Folyamatban              | Folyamatban              | Folyamatban              | Folyamatban              | Folyamatban              | Folyamatban              |
| 2025     | Folyamatban              | Folyamatban              | Folyamatban              | Folyamatban              | Folyamatban              | Folyamatban              | Folyamatban              | Folyamatban              |
| Összesen | 5 aranyérem              | 20/33                    | 91                       | 45                       | 30                       | 16                       | 137                      | 82                       |

*Beleértve az egyeneses kieséses szakaszban elért döntetleneket is.

## Játékosok

### Játékoskeret
A kameruni válogatott 26 fős kerete a 2022-es Világbajnokságra.

A pályára lépések és gólok száma 2022. november 9-i  Jamaica elleni mérkőzés után lett frissítve.
|  | K  | André Onana              | 1996. április 2. (28 éves)     | 31 | 0  | Internazionale     |  |  |
|  | K  | Devis Epassy             | 1993. február 2. (32 éves)     | 5  | 0  | Abhá               |  |  |
|  | K  | Simon Ngapandouetnbu     | 2003. április 12. (21 éves)    | 0  | 0  | Marseille          |  |  |
|  |    |                          |                                |    |    |                    |  |  |
|  | V  | Nicolas N’Koulou         | 1990. március 27. (34 éves)    | 76 | 2  | Aris               |  |  |
|  | V  | Collins Fai              | 1992. november 23. (32 éves)   | 50 | 0  | et-Tájí            |  |  |
|  | V  | Nouhou Tolo              | 1997. június 23. (27 éves)     | 16 | 0  | Seattle Sounders   |  |  |
|  | V  | Jean-Charles Castelletto | 1995. január 26. (30 éves)     | 12 | 0  | Nantes             |  |  |
|  | V  | Olivier Mbaizo           | 1997. augusztus 15. (27 éves)  | 11 | 0  | Philadelphia Union |  |  |
|  | V  | Enzo Ebosse              | 1999. március 11. (26 éves)    | 1  | 0  | Udinese            |  |  |
|  | V  | Christopher Wooh         | 2001. szeptember 18. (23 éves) | 1  | 0  | Rennes             |  |  |
|  |    |                          |                                |    |    |                    |  |  |
|  | KP | André Zambo Anguissa     | 1995. november 16. (29 éves)   | 42 | 5  | Napoli             |  |  |
|  | KP | Pierre Kunde             | 1995. július 26. (29 éves)     | 30 | 1  | Olimpiakósz        |  |  |
|  | KP | Samuel Gouet             | 1997. december 14. (27 éves)   | 21 | 0  | Mechelen           |  |  |
|  | KP | Martin Hongla            | 1998. március 16. (27 éves)    | 17 | 0  | Hellas Verona      |  |  |
|  | KP | Gaël Ondoua              | 1995. november 4. (29 éves)    | 3  | 0  | Hannover 96        |  |  |
|  | KP | Olivier Ntcham           | 1996. február 9. (29 éves)     | 2  | 0  | Swansea City       |  |  |
|  | KP | Jerome Ngom Mbekeli      | 1998. szeptember 30. (26 éves) | 1  | 0  | APEJES de Mfou     |  |  |
|  |    |                          |                                |    |    |                    |  |  |
|  | CS | Vincent Aboubakar        | 1992. január 22. (33 éves)     | 88 | 33 | en-Naszr           |  |  |
|  | CS | Eric Maxim Choupo-Moting | 1989. március 23. (36 éves)    | 68 | 18 | Bayern München     |  |  |
|  | CS | Karl Toko Ekambi         | 1992. szeptember 14. (32 éves) | 50 | 12 | Lyon               |  |  |
|  | CS | Christian Bassogog       | 1995. október 18. (29 éves)    | 42 | 7  | Sanghaj Senhua     |  |  |
|  | CS | Moumi Ngamaleu           | 1994. július 9. (30 éves)      | 41 | 4  | Gyinamo Moszkva    |  |  |
|  | CS | Jean-Pierre Nsame        | 1993. május 1. (31 éves)       | 3  | 0  | Young Boys         |  |  |
|  | CS | Bryan Mbeumo             | 1999. augusztus 7. (25 éves)   | 1  | 0  | Brentford          |  |  |
|  | CS | Georges-Kévin N’Koudou   | 1995. február 13. (30 éves)    | 1  | 0  | Beşiktaş           |  |  |
|  | CS | Souaibou Marou           | 2000. december 3. (24 éves)    | 1  | 0  | Coton Sport        |  |  |

### A legtöbb válogatottsággal rendelkező játékosok
Az adatok 2022. szeptember 23. állapotoknak felelnek meg.
- A még aktív játékosok (félkövérrel) vannak megjelölve.

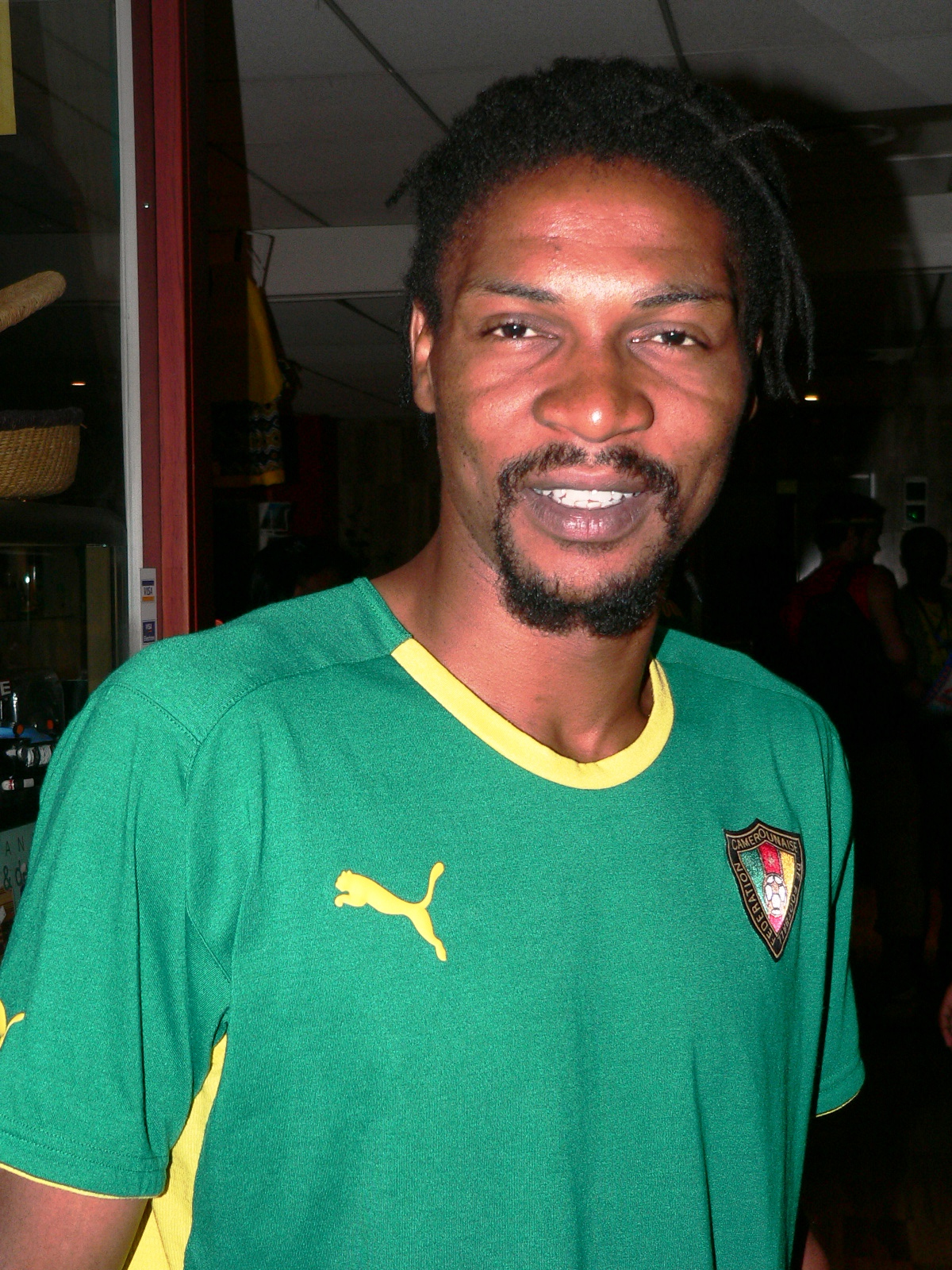
Rigobert Song a válogatottsági rekorder 137 mérkőzéssel.

| Rank | Játékos              | Mérkőzés | Gólok | Időszak   |
| ---- | -------------------- | -------- | ----- | --------- |
| 1    | Rigobert Song        | 137      | 5     | 1993–2010 |
| 2    | Samuel Eto’o         | 118      | 56    | 1997–2014 |
| 2    | Geremi Njitap        | 118      | 13    | 1996–2010 |
| 4    | Emmanuel Kundé       | 102      | 17    | 1979–1992 |
| 5    | Vincent Aboubakar    | 88       | 33    | 2010–     |
| 6    | Jacques Songo’o      | 80       | 0     | 1983–2002 |
| 7    | Roger Milla          | 77       | 43    | 1973–1994 |
| 8    | Nicolas N’Koulou     | 76       | 2     | 2008–     |
| 9    | François Omam-Biyik  | 73       | 26    | 1985–1998 |
| 9    | Idriss Carlos Kameni | 73       | 0     | 2001–2019 |

### A válogatottban legtöbb gólt szerző játékosok
Az adatok 2022. szeptember 23. állapotoknak felelnek meg.
- A még aktív játékosok (félkövérrel) vannak megjelölve.

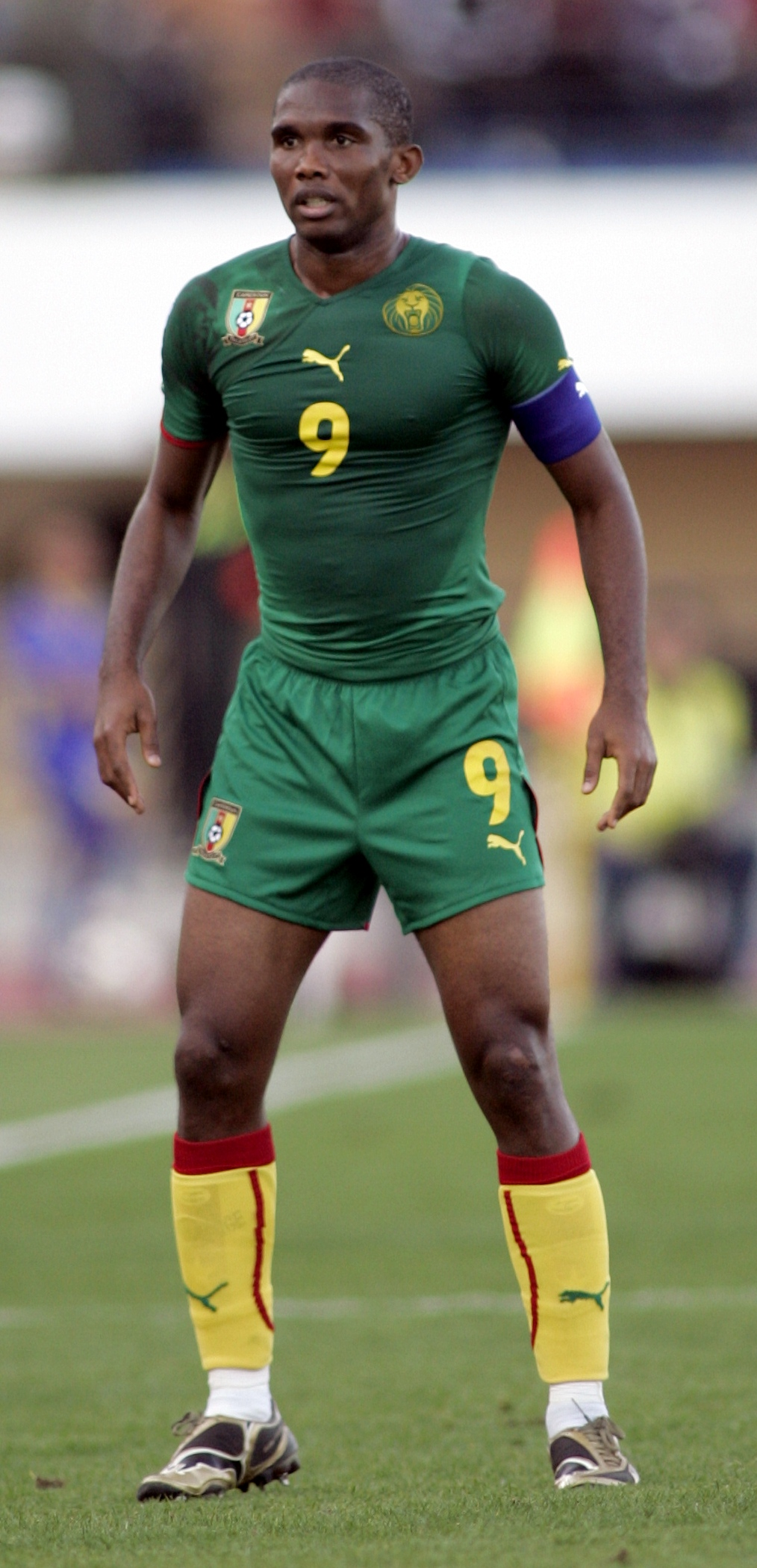
Samuel Eto’o a válogatott történetének legeredményesebb játékosa 56 góllal.

| #  | Játékos                  | Gólok | Mérkőzés | Arány | Időszak   |
| -- | ------------------------ | ----- | -------- | ----- | --------- |
| 1  | Samuel Eto’o             | 56    | 118      | 0.47  | 1997–2014 |
| 2  | Roger Milla              | 43    | 77       | 0.56  | 1973–1994 |
| 3  | Patrick M’Boma           | 33    | 55       | 0.6   | 1995–2004 |
| 3  | Vincent Aboubakar        | 33    | 88       | 0.38  | 2010–     |
| 5  | François Omam-Biyik      | 26    | 73       | 0.36  | 1985–1998 |
| 6  | Alphonse Tchami          | 21    | 57       | 0.37  | 1988–1998 |
| 7  | Pierre Webó              | 19    | 59       | 0.32  | 2003–2014 |
| 8  | Eric Maxim Choupo-Moting | 18    | 68       | 0.26  | 2010–     |
| 9  | Emmanuel Kundé           | 17    | 102      | 0.17  | 1979–1992 |
| 10 | André Kana-Biyik         | 15    | 59       | 0.25  | 1985–1994 |

### Híresebb játékosok
- Théophile Abega
- Daniel Bekono
- Joseph-Antoine Bell
- Samuel Eto’o
- Marc-Vivien Foé
- Lauren
- Jean Manga Onguene
- Patrick M’Boma
- Grégoire M’Bida
- Michel Kaham
- René Ndjeya
- Elie Onana
- Ephrem M’Bom
- Alain Eyobo
- Jean-Pierre Tokoto
- Thomas Libiih
- Cyrille Makanaky
- Louis-Paul M’Fédé
- Valery Mezague
- Roger Milla
- Thomas N’Kono
- François Omam-Biyik
- Geremi Njitap
- Rigobert Song
- Jacques Songo’o
- Idriss Carlos Kameni
- Pierre Womé
- Bonaventure Djonkep
- Jean-Claude Pagal
- Stephen Tataw
- Victor Ndip
- Emmanuel Maboang
- Bertin Ebwellé
- Jules Onana
- André Kana-Biyik
- Emmanuel Kundé
- Edmond Enoka
- Joseph Enanga
- Joseph Kamga
- Jacques N’Guea
- Émile Mbouh
- Benjamin Massing

## Szövetségi kapitányok
válogató bizottság (1960–1965)
 Dominique Colonna (1965–1970)
 Raymond Fobete (1970)
 Peter Schnittger (1970–1973)
 Vladimir Beara (1973–1975)
 Ivan Ridanović (1976–1979)
 Branko Žutić (1980–1982)
 Jean Vincent (1982)
 Radivoje Ognjanović (1982–1984)
 Claude Le Roy (1985–1988)
 Valerij Nyepomnyjascsij (1988–1990)
 Philippe Redon (1990–1993)
 Jean Manga-Onguéné (1993–1994)
 Léonard Nseké (1994)
 Henri Michel (1994)
 Jules Nyongha (1994–1996)
 Henri Depireux (1996–1997)
 Jean Manga-Onguéné (1997–1998)
 Claude Le Roy (1998)
 Pierre Lechantre (1998–2001)
 Robert Corfou (2001)
 Jean-Paul Akono (2001)
 Winfried Schäfer (2001–2004)
 Artur Jorge (2004–2006)
 Arie Haan (2006–2007)
 Jules Nyongha (2007)
 Otto Pfister (2007–2009)
 Thomas N’Kono (2009)
 Paul Le Guen (2009–2010)
 Javier Clemente (2010–2011)
 Denis Lavagne (2011–2012)
 Jean-Paul Akono (2012–2013)
 Volker Finke (2013–2015)
 Alexandre Belinga (2015–2016)
 Hugo Broos (2016–2017)
 Rigobert Song (2017–2018)
 Clarence Seedorf (2018–2019)
 Toni Conceição (2019–2022)
 Rigobert Song (2022–)

## Külső hivatkozások
- Kameruni Labdarúgó-szövetség - hivatalos honlap (franciául)
- Kamerun a FIFA.com-on Archiválva 2018. december 13-i dátummal a Wayback Machine-ben (angolul)
- Kamerun a cafonline.com-on (angolul)
- Kamerun mérkőzéseinek eredményei az rsssf.com-on (angolul)
- Kamerun mérkőzéseinek eredményei az EloRatings.net-en (angolul)
- Kamerun a national-football-teams.com-on Archiválva 2008. február 9-i dátummal a Wayback Machine-ben (angolul)
- Kamerun a transfermarkt.de-en (németül)
- Kamerun a weltfussball.de-en (németül)